# Geilo Station
Geilo Station (Geilo stasjon) er en jernbanestation på Bergensbanen, der ligger i byen Geilo i Hol kommune i Norge. Stationen består af nogle få spor, to perroner og en stationsbygning, der er opført i gulmalet træ efter tegninger af Paul Armin Due. Stationen ligger ved et skisportsområde med nærmeste skilift kun ca. 100 m derfra.
Stationen åbnede 21. december 1907, da banen mellem Gulsvik og Geilo blev taget i brug. Oprindeligt hed den Gjeilo, men stavemåden blev ændret til Geilo i april 1921. Stationen blev fjernstyret 1. december 1983.